# Parque natural de las Sierras de Cazorla, Segura y Las Villas

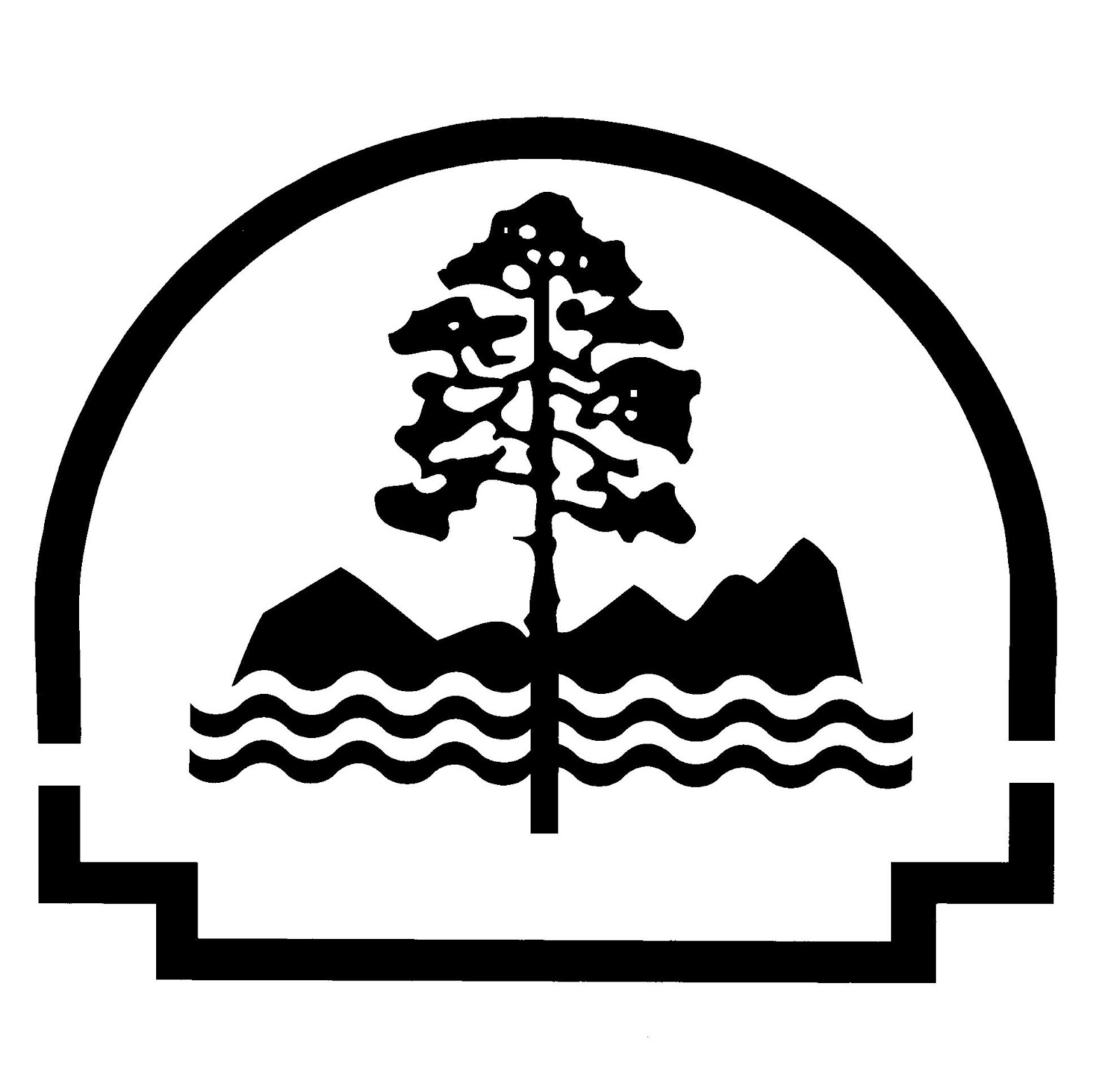
Escudo de las sierras de Cazorla, Segura y las Villas.

El parque natural de las Sierras de Cazorla, Segura y Las Villas es un espacio natural situado en el noreste de la provincia de Jaén, Andalucía (España) y cuenta con una extensión de 214 336 ha, se trata del mayor espacio protegido de España y el segundo de Europa. Está declarado como Reserva de la Biosfera por la Unesco desde 1983, como parque natural desde 1986 así como también Zona de Especial Protección para las Aves (ZEPA) desde 1988.
Toda su belleza paisajística y riqueza biológica se unen al patrimonio cultural que existe en la zona, haciendo de su entorno una de las zonas naturales más visitadas de toda España. Dada su gran extensión, abarca 23 municipios con una población de aproximadamente 80 000 habitantes y por tanto el grado de protección varía de unas zonas a otras, permitiéndose en la mayoría del territorio la coexistencia con actividades económicas diversas.

## Geografía

### Orografía
Estas sierras se encuentran integradas en el sistema Prebético, uniéndose con Sierra Morena en su parte más noroccidental. El parque natural cuenta con una altura que varía desde los 500 m s. n. m. al sur del límite, en el río Guadiana Menor, y los 2107 m s. n. m. del Cerro las Empanadas. En la estructura de su relieve podemos distinguir algunos calares que limitan profundos cañones que, de forma general, siguen una orientación de suroeste a noreste; una alineación montañosa externa que va de Villarrodrigo hasta el Pantano del Tranco, delimitando los valles del Guadalimar y el río Hornos; el Yelmo (1809 m s. n. m.), los calares de la Nava del Espino (1722 m s. n. m.) y muchos otros de los términos de la Comarca de Sierra de Segura; el calar del Cobo (Puntal de la Misa, (1796 m s. n. m.), que vigila el cañón del Segura y el embalse de Anchuricas, al igual que los calares del término municipal de Santiago-Pontones y la Sierra de Almorchón (1914 m s. n. m.).
Más al Sur se disponen externamente la sierra de Las Villas (Blanquillo o Pedro Miguel, (1831 m s. n. m.), Los Hermanillos (1787 m s. n. m.), Caballo Torraso (1726 m s. n. m.), Hoyacillo (1719 m s. n. m.), Peña Corva (1560 m s. n. m.), Cerro Avellano (1550 m s. n. m.)); y la sierra de Cazorla (Gilillo (1848 m s. n. m.), Cerro de La Laguna (1662 m), Los Castellones (1653 m s. n. m.), Peña de Los Halcones (1448 m s. n. m.); en la vertiente occidental del gran valle del Alto Guadalquivir, limitado a oriente por la Sierra del Pozo (Pico Cabañas del término municipal de Quesada (2027 m s. n. m.), Puntal del Buitre (2007 m s. n. m.), Pico del Águila (1985 m s. n. m.), Calar de Juana (1887 m s. n. m.), y la principal alineación de la sierra de Segura, que culmina con el pico de Las Banderillas (1993 m s. n. m.), la cumbre más alta de la Sierra de Segura. Al este de esta sierra se eleva un singular altiplano conocido como los Campos de Hernán Pelea, el altiplano más extenso de España con más de 5000 hectáreas y una altitud media de 1600 m s. n. m., limitado por calares desprovistos de vegetación, como el Calar de las Palomas (1964 m s. n. m.) Calar de las Chaparras (1897 m s. n. m.) y Pinar Negro (1815 m s. n. m.).
Limitando con la provincia de Granada se extienden las sierras de La Cabrilla y Empanadas (2107 m s. n. m.), Cabrilla Alta (2078 m s. n. m.), La Cabrilla Baja (2048 m s. n. m.), Los Tornajos (2033 m s. n. m.) y Las Covachas (2023 m s. n. m.) que proporcionan las mayores altitudes del parque natural y que pertenecen a la alineación de la Sierra de Castril, y finalmente la Cuerda de Los Agrios con el Aguilón del Loco o Cerro Villalta (1956 m s. n. m.), Picón del Guante (1932 m s. n. m.) y Rayal (1831 m s. n. m.). Estas sierras sirven de divisoria de aguas entre el Atlántico y el Mediterráneo, teniendo en ella su nacimiento dos de las corrientes más importantes de España y la península ibérica: El río Guadalquivir, que tras recorrer unos 50 km dentro de estas sierras en dirección norte gira hacia el oeste; hacia el este transcurre el río Segura.

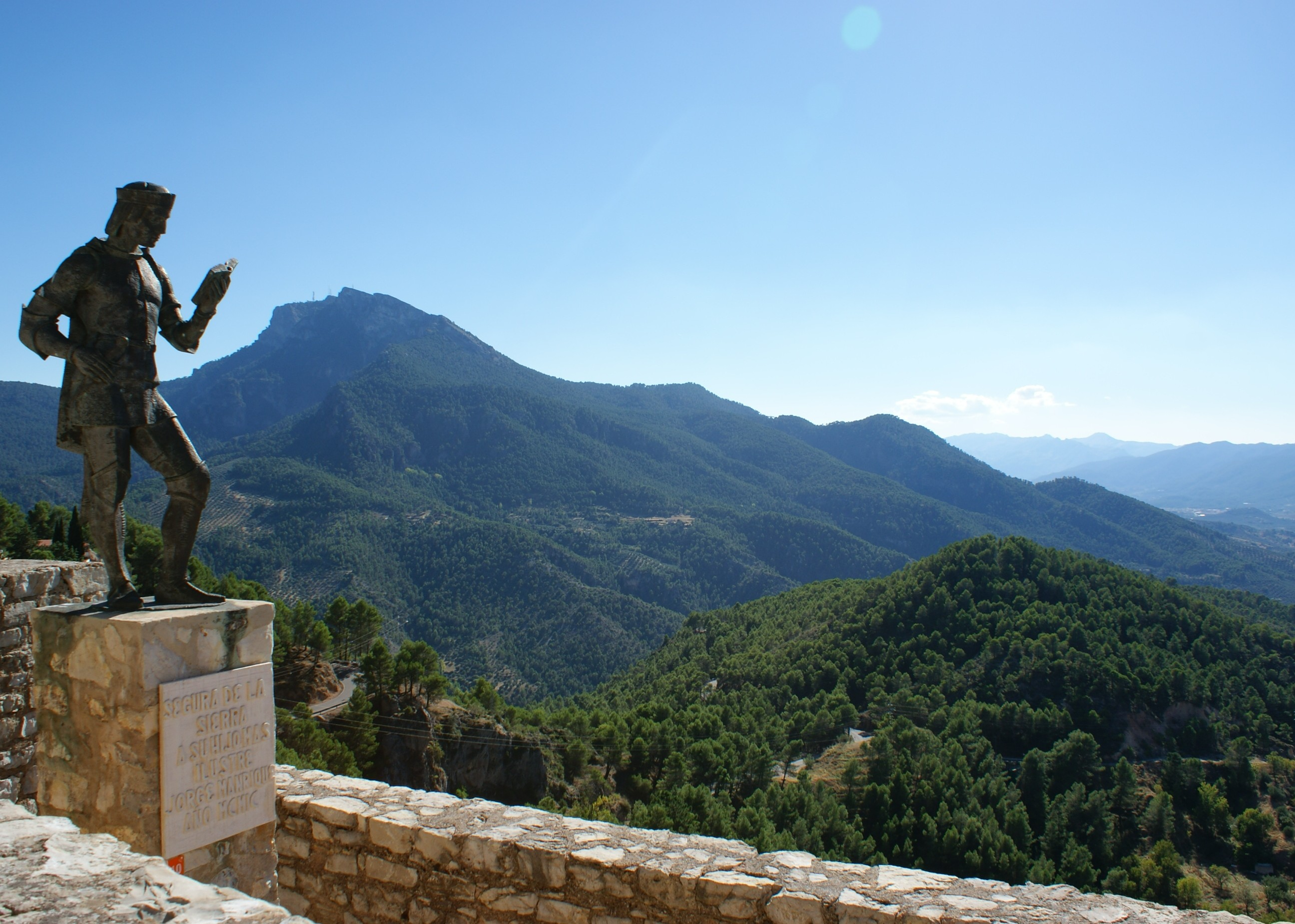
El Yelmo desde Segura de la Sierra
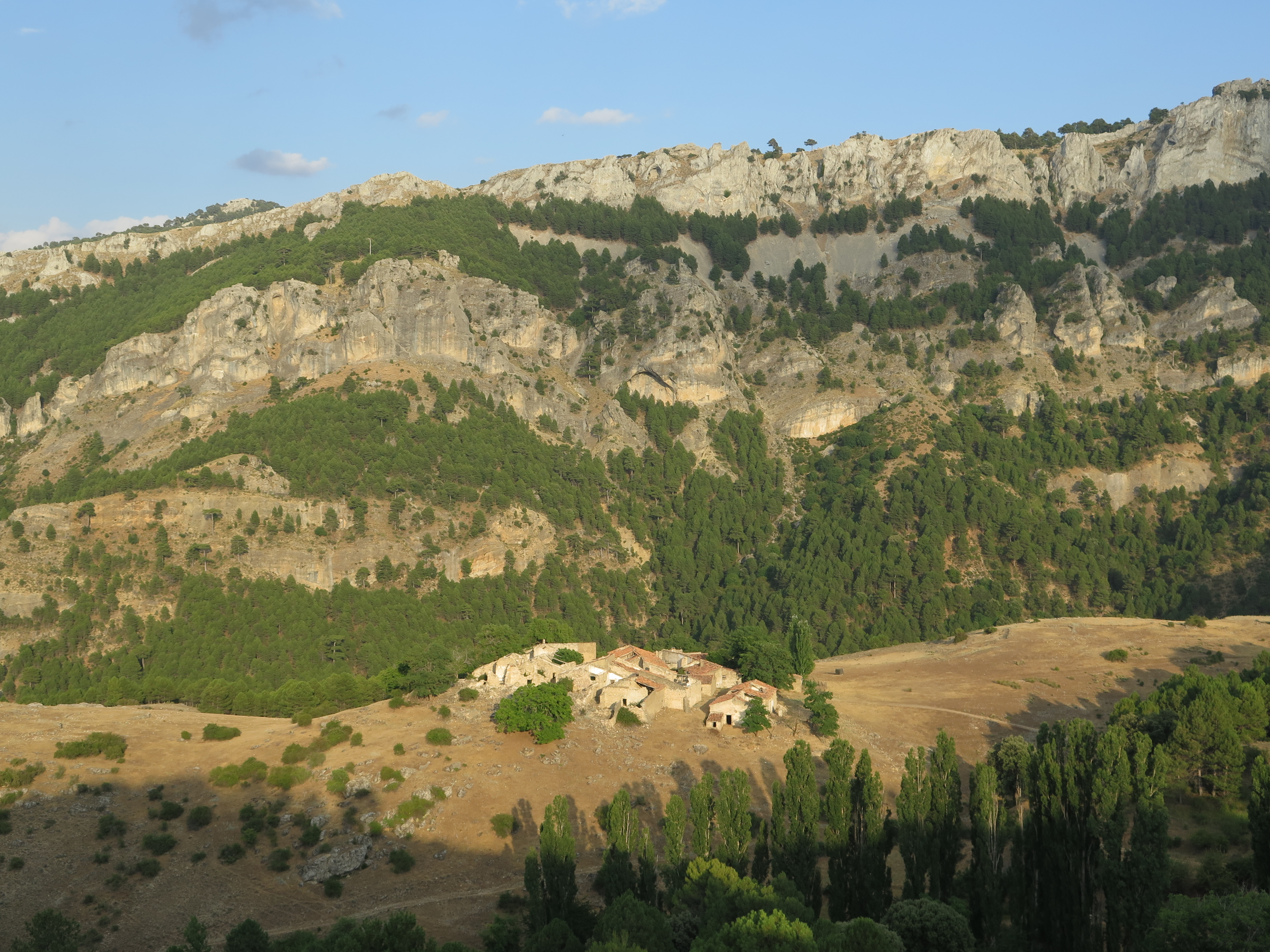
Despoblado de Los Centenares
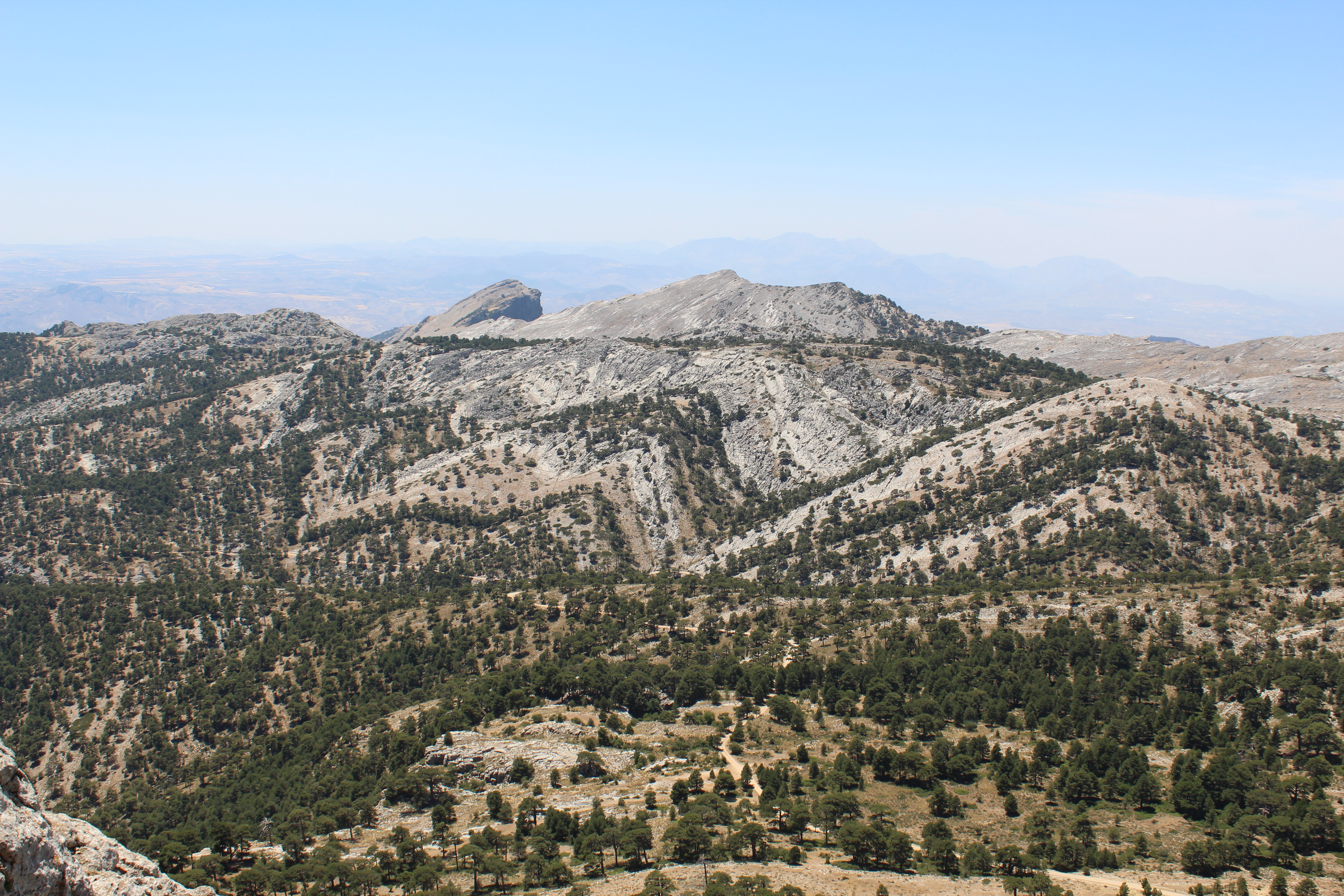
Loma del Cagasebo y pico del Aguilón del Loco, desde el Cerro Cabañas
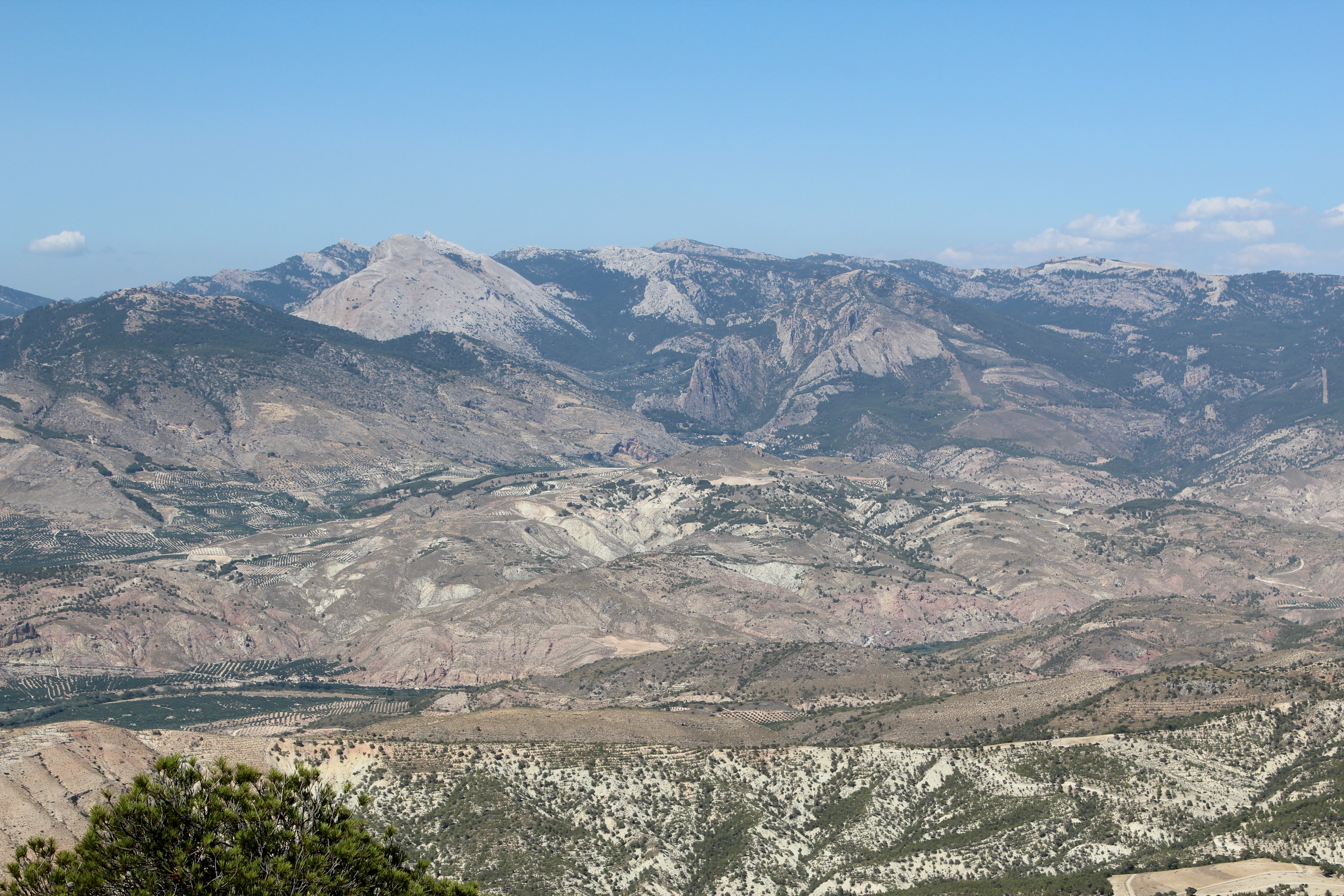
Vertiente sur del parque natural

### Hidrografía
El agua del conjunto montañoso formado por estas sierras da origen a dos de los grandes ríos del sur de España. Por un lado el Guadalquivir que tiene su origen oficial en el paraje de la Cañada de las Fuentes, en el término municipal de Quesada; y por otro el río Segura, que nace en Fuente Segura y sus aguas brotan de una cueva natural inundada, a 1413 metros de altura. 
Dentro del parque natural el río Guadalquivir recibe la contribución de numerosos arroyos como el de Linarejos, que lo hace en forma de cascada en la Cerrada del Utrero tratándose del primer embalse de su cauce y ríos como el Borosa, que también cuenta con un embalse en Las Lagunas de Valdeazores, el Aguamulas, el Aguarrocín, el arroyo de Espumaredas, el Canalejas, el Montero, el arroyo Maillar y el arroyo los Membrillos.
Por su parte el río Segura durante los primeros kilómetros transcurre por un valle estrecho y profundo donde recibe afluentes de abundante caudal, como los ríos Madera, Zumeta y Tus. Otros ríos destacados del parque son el Guadalimar, que desemboca en el Guadalquivir en el embalse de Mengíbar, y el Guadalentín que alimenta el embalse de La Bolera dentro del parque. Cabe también destacar las numerosas cascadas del parque natural, entre ellas, la de La Osera que con 132 metros, es la más alta de Andalucía, Chorrogil 45 metros, Aliviadero de similar altura, Palomera, Gil Cobo, La Hoya con unos 100 metros, Arroyo Linarejos en la Cerrada del Utrero, Salto de Los Órganos, La Calavera, la Bruna con 200 metros, pero al no ser cauce fluvial, no cuenta como la más alta y un sinfín de cascadas por mencionar.

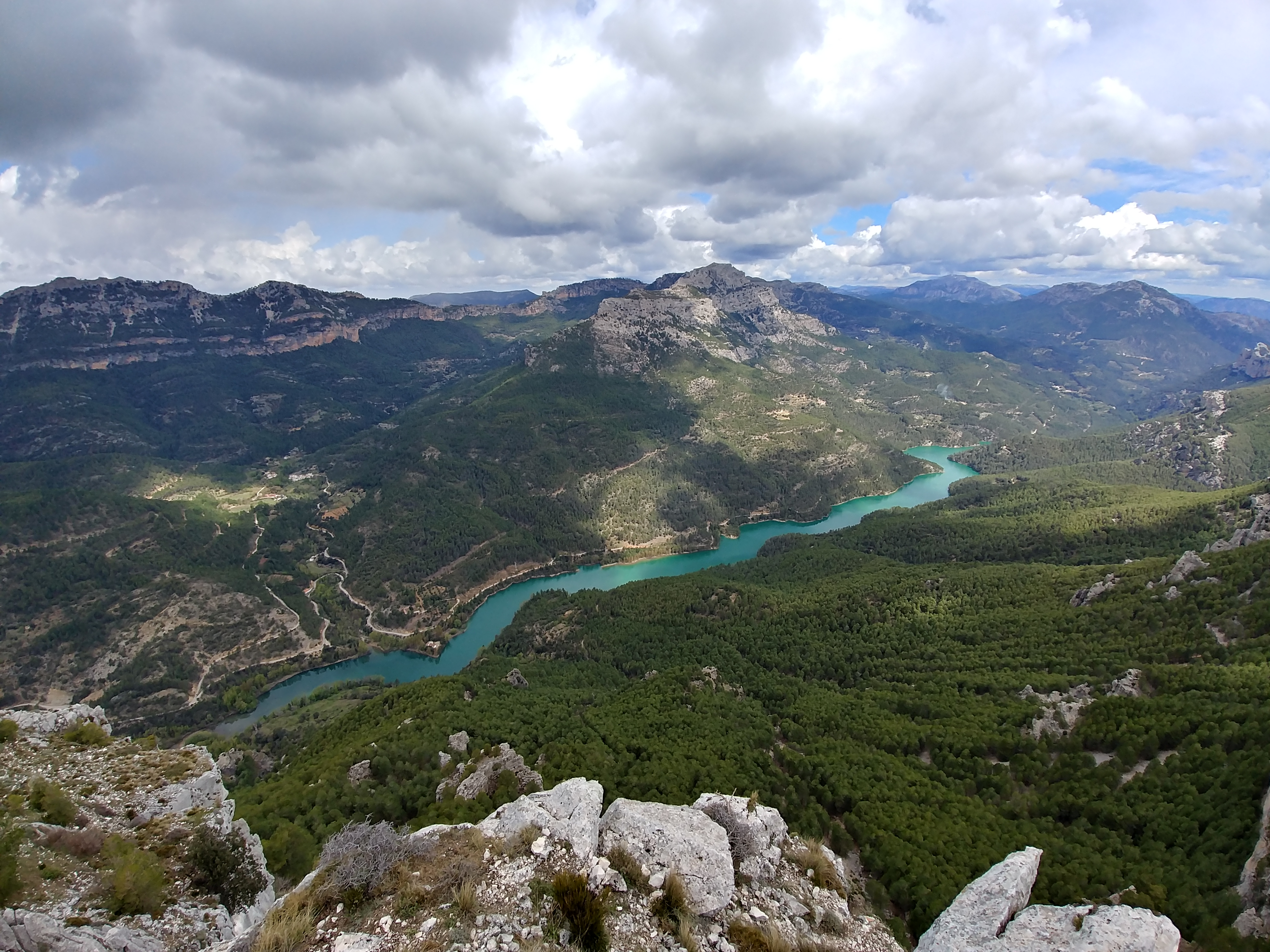
Embalse de Anchuricas, que represa el río Segura
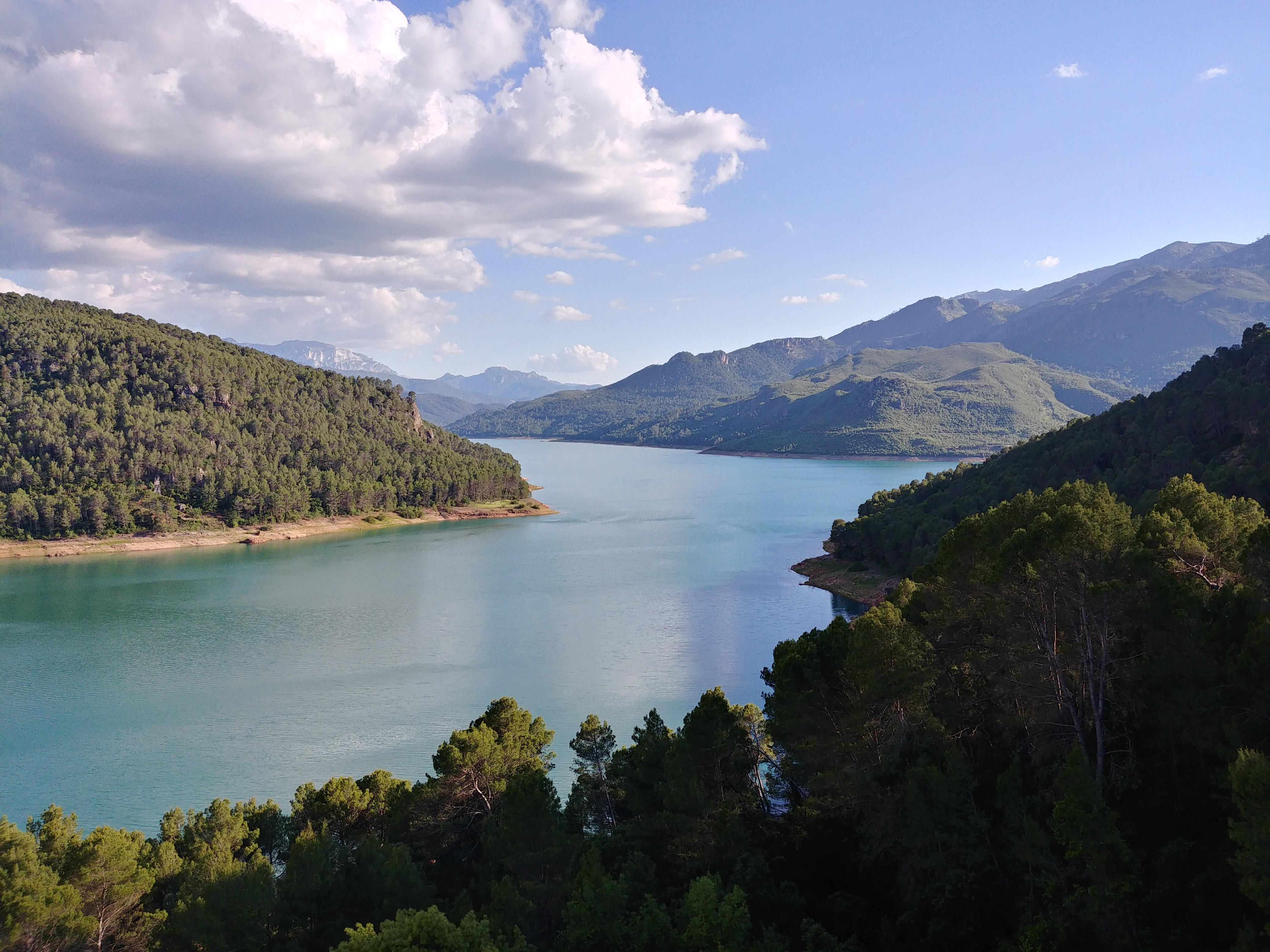
Embalse del Tranco
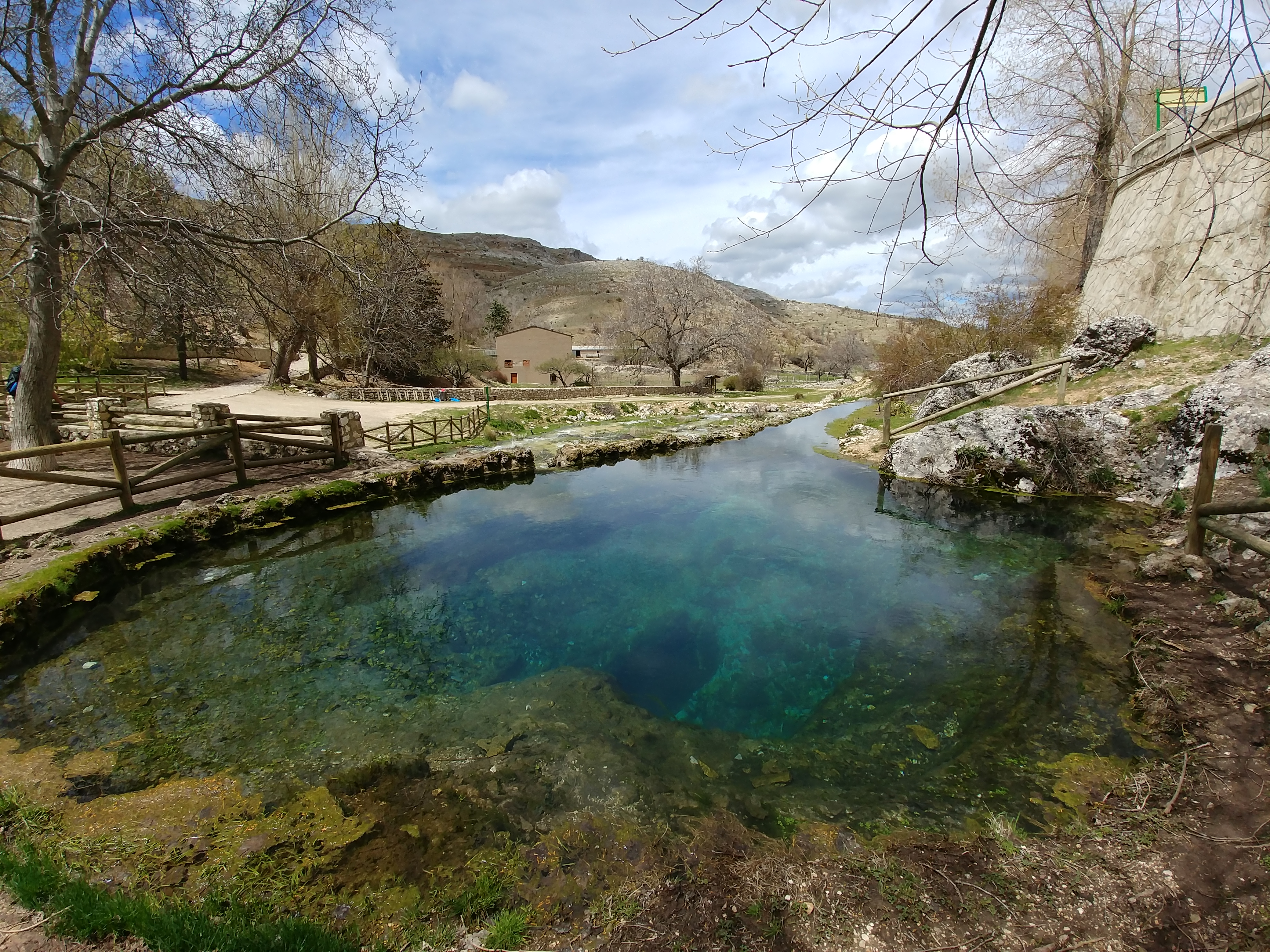
Nacimiento del río Segura en Fuente Segura
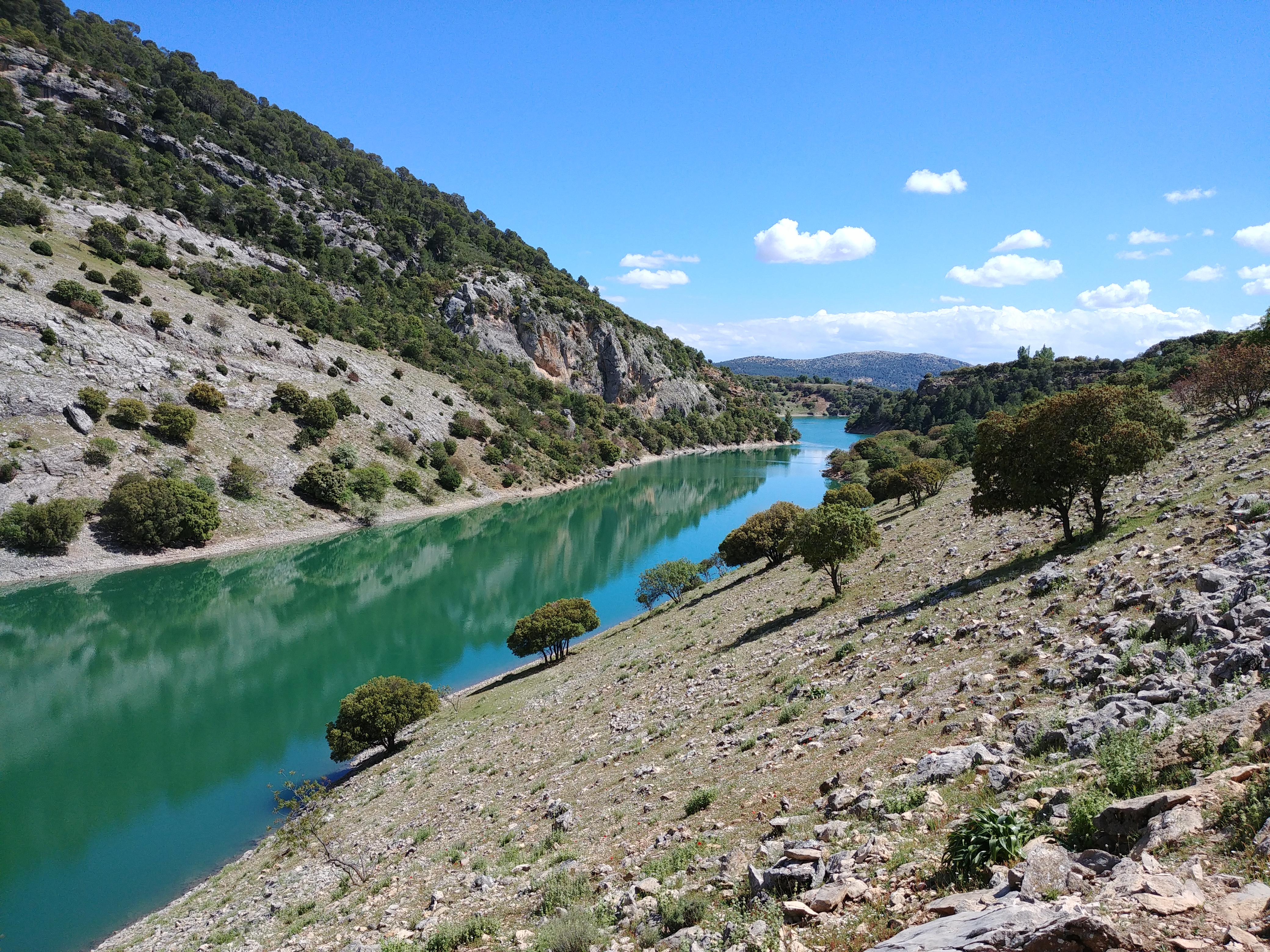
Río Guadalentín represándose en el embalse de La Bolera

### Comarcas
El parque está integrado en los siguientes municipios Beas de Segura, Benatae, Cazorla, Chilluévar, Génave, Hinojares, Hornos, Huesa, La Iruela, Iznatoraf, Orcera, Peal de Becerro, Pozo Alcon, La Puerta de Segura, Quesada, Santiago-Pontones, Santo Tomé, Segura de la Sierra, Siles, Sorihuela del Guadalimar, Torres de Albanchez, Villacarrillo y Villanueva del Arzobispo que pertenecen a tres comarcas jiennenses:
- Comarca de Sierra de Cazorla, de la que un 40% es terreno del parque natural.
- Comarca de Sierra de Segura, de la que un 90% es terreno del parque natural, y conforma el 70% de la totalidad de este parque.
- Comarca de las Villas, de la que un 10% es terreno del parque natural.

## Parajes naturales
Cabe destacar, con entidad propia, ciertos monumentos de piedra calizo-dolomítica, que se extienden a lo largo del Parque, procedentes de la acción de disolución del agua sobre la piedra calcárea, configurando magníficos ejemplos de enclaves y paisajes de naturaleza kárstica.
Se puede citar la Cerrada de Elías o el Salto de los Órganos, en el río Borosa, formaciones barrocas de talla natural de roca. La Toba, altivo escalón que sube al cielo, del más puro y albo travertino, con sus laberínticas cuevas de agua, junto a la margen derecha del Segura en la pedanía homónima. O las cuevas de los Anguijones, en la ladera derecha curso abajo del embalse de Anchuricas, como dos fantásticas moradas de gigantes.

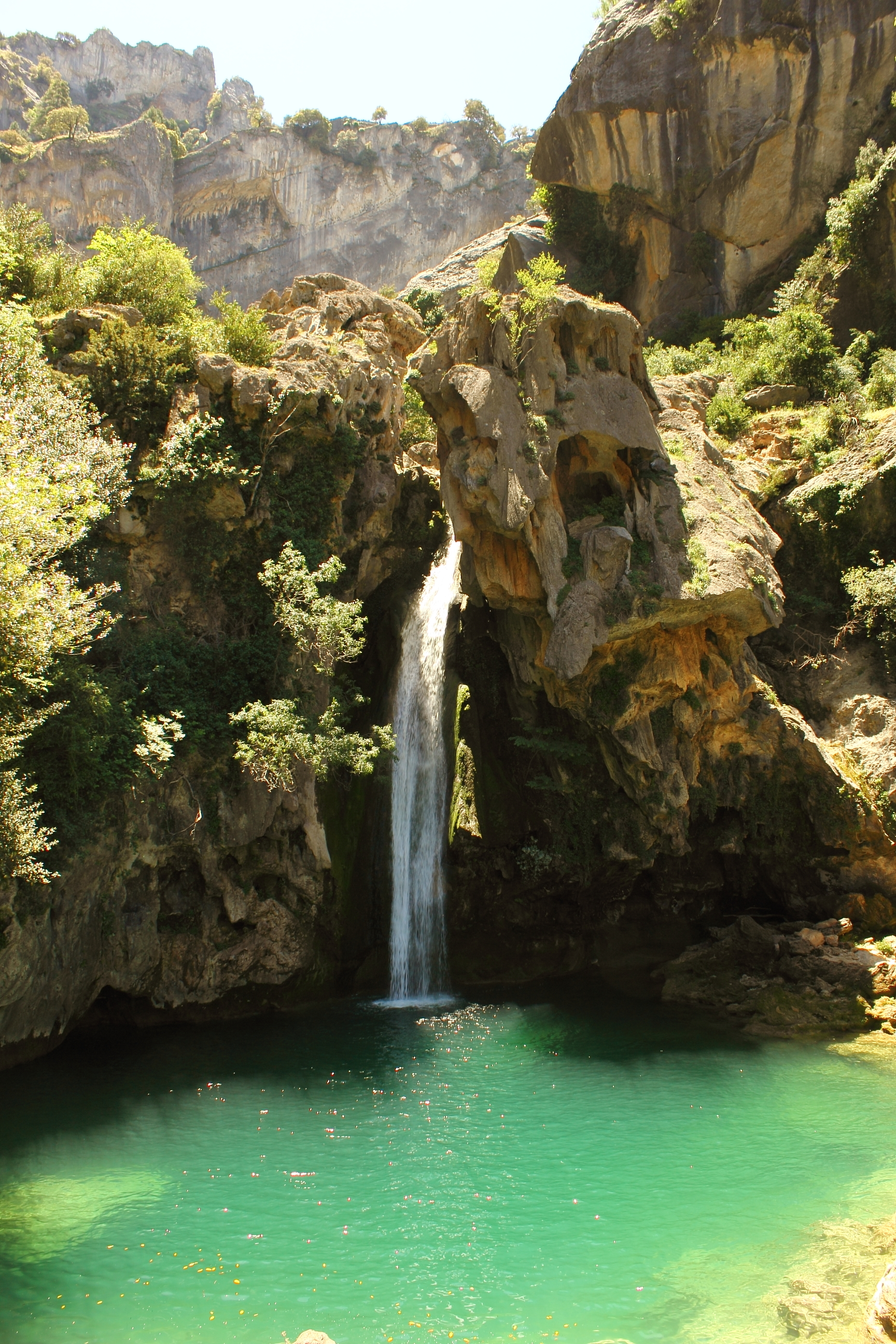
Cascada de las Calaveras
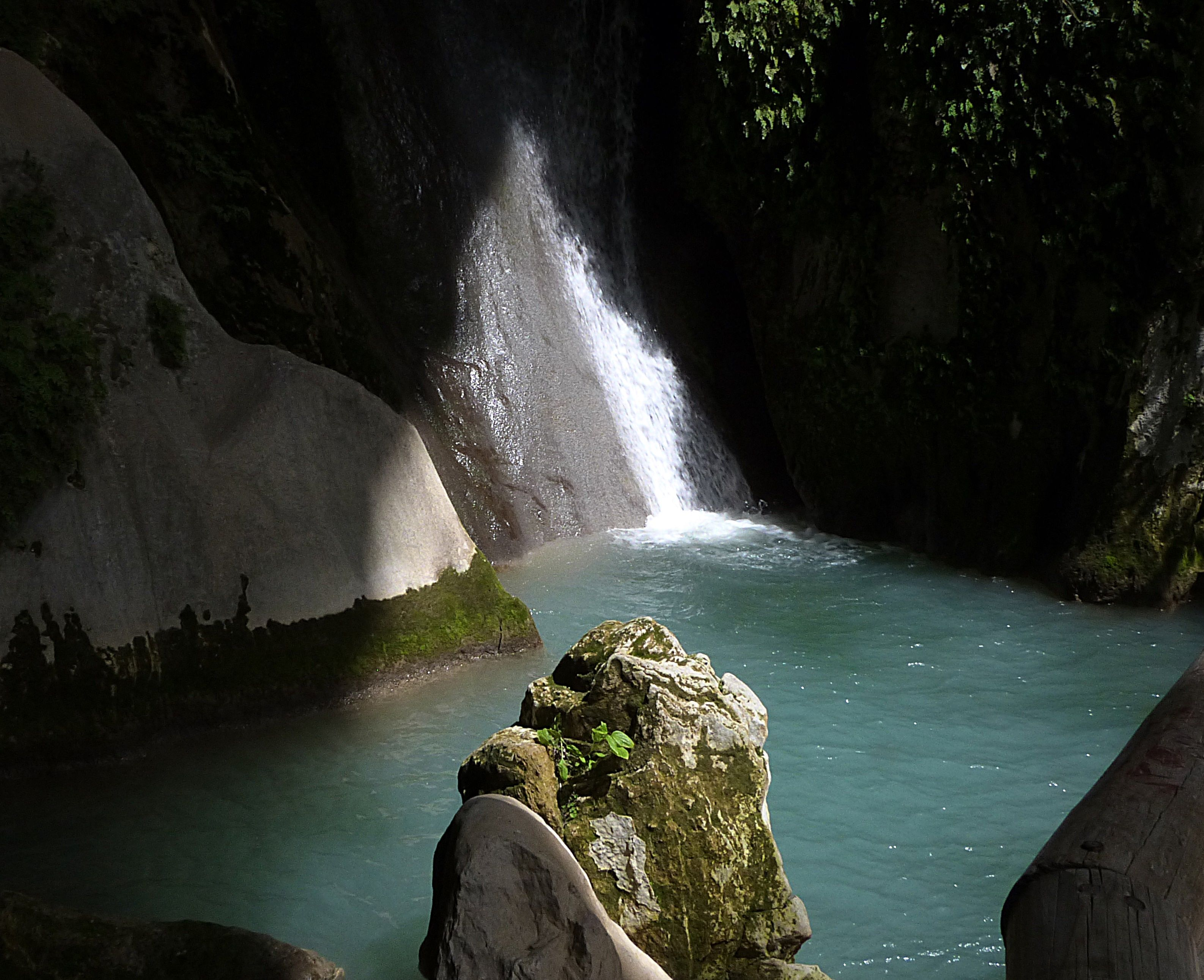
Cueva del Agua de Tíscar
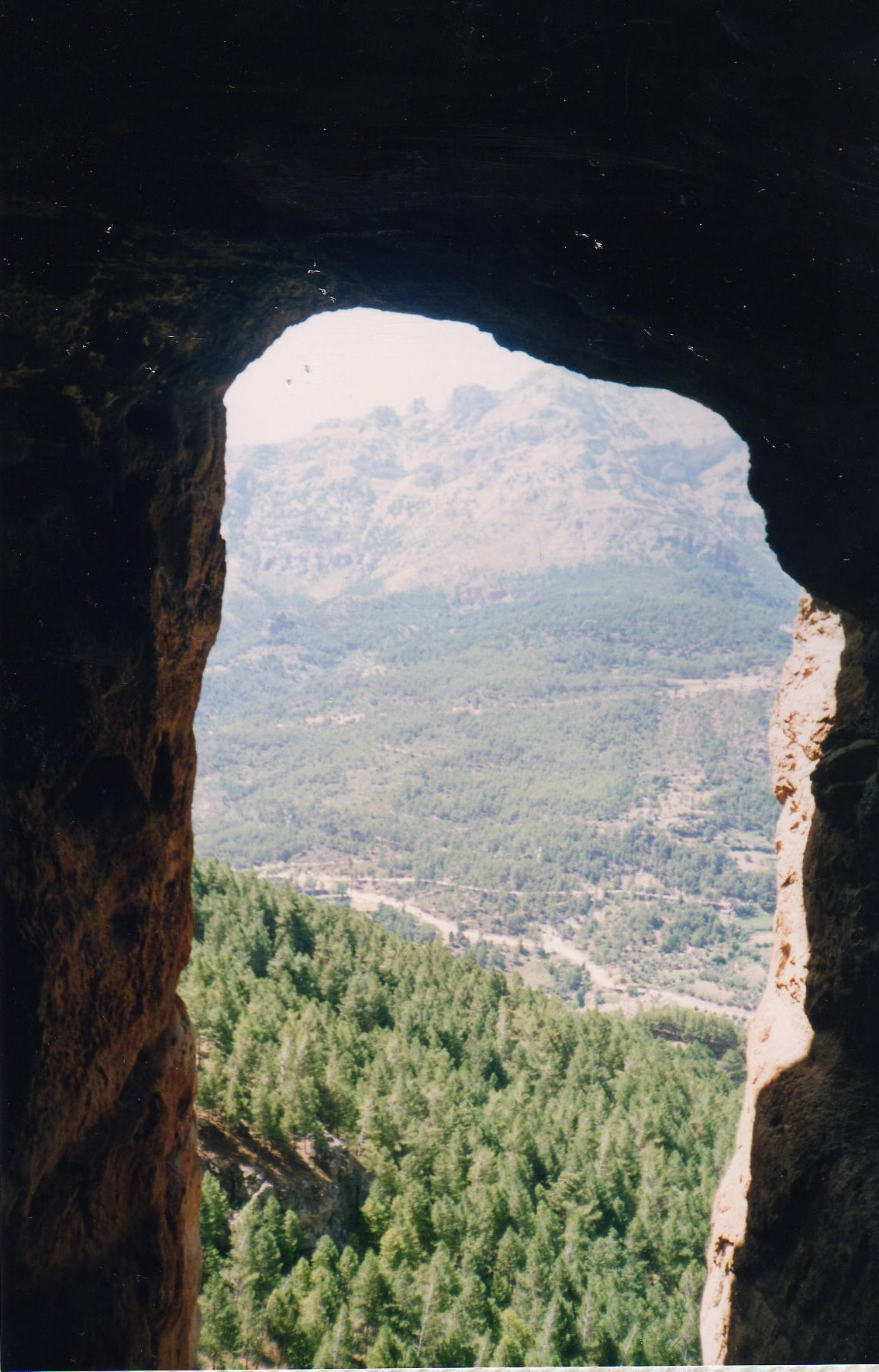
Cueva de los Anguijones

## Flora
En estas sierras se encuentra la mayor extensión boscosa continua y más en concreto de pinares de toda España, con representación de cuatro de las seis especies ibéricas. Entre estas especies, destaca la representación del pino salgareño (Pinus nigra), que se distribuye en zonas medias y altas y a la que pertenecen los árboles más viejos de España, algunos superando los mil años de edad, que se sitúan en Puertollano (término municipal de Quesada). Estas especies fueron parcialmente repobladas a partir de la declaración de la Sierra de Segura como provincia marítima en 1748 y la masiva utilización de la madera de sus bosques para la construcción de barcos y se ha visto favorecido su desarrollo por la abundancia de precipitaciones. 
Merece una mención el centenario olivo de Fuentebuena, dentro del parque y en el término municipal de Arroyo del Ojanco, que fue inscrito en el libro Guinness de los récords por llegar a dar una cosecha de 850 kg, con más de 10 m de altura. Destacan asimismo, recogidos en el catálogo de arboledas singulares de Jaén, los acebuches milenarios del Cortijo de Los Vilares: tres acebuches de una altura media de más de 13 m, en el término municipal de La Iruela.
Hasta los 900 m s. n. m. de altitud se encuentran los bosques de pino carrasco, que está acompañado por madroños y lentisco, como recuerdo del bosque mediterráneo que allí había. Subiendo en altitud encontramos bosques de encinas, quejigos e importantes zonas de pino rodeno. En las zonas más húmedas pueden encontrarse milenarios tejos y ejemplares de acebos, ambos escasísimos en Andalucía. Es de destacar el Sendero de los Tejos Milenarios, donde se encuentra el ejemplar de tejo más longevo de Europa, de 2000 años de antigüedad, junto a otros que superan los 1000 años. En los márgenes de los ríos aparecen fresnos, sauces, chopos, así como juncos y eneas donde se cobijan aves acuáticas y pequeños mamíferos.
El parque natural encierra una de las floras más ricas de toda la cuenca mediterránea. De las más de 1300 especies catalogadas, 24 son endémicas de este territorio, como la violeta de Cazorla (Viola cazorlensis), la singular planta carnívora (Pinguicula vallisnerifolia), y otras como Geranium cazorlense o la Aquilegia pyrenaica ssp. cazorlensis. También destaca la Rivasmartinezia cazorlana, especie vegetal única en el mundo.
Dentro del parque se encuentra el Jardín Botánico Torre del Vinagre, donde se pueden conocer las plantas más representativas debidamente rotuladas.

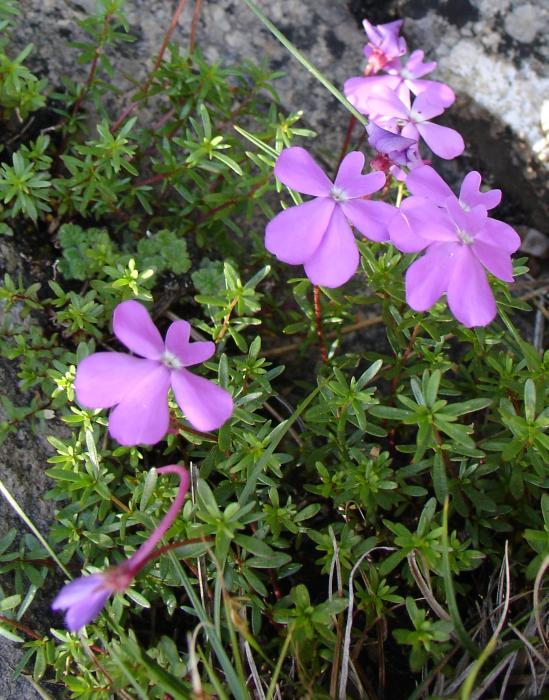
Violeta de Cazorla
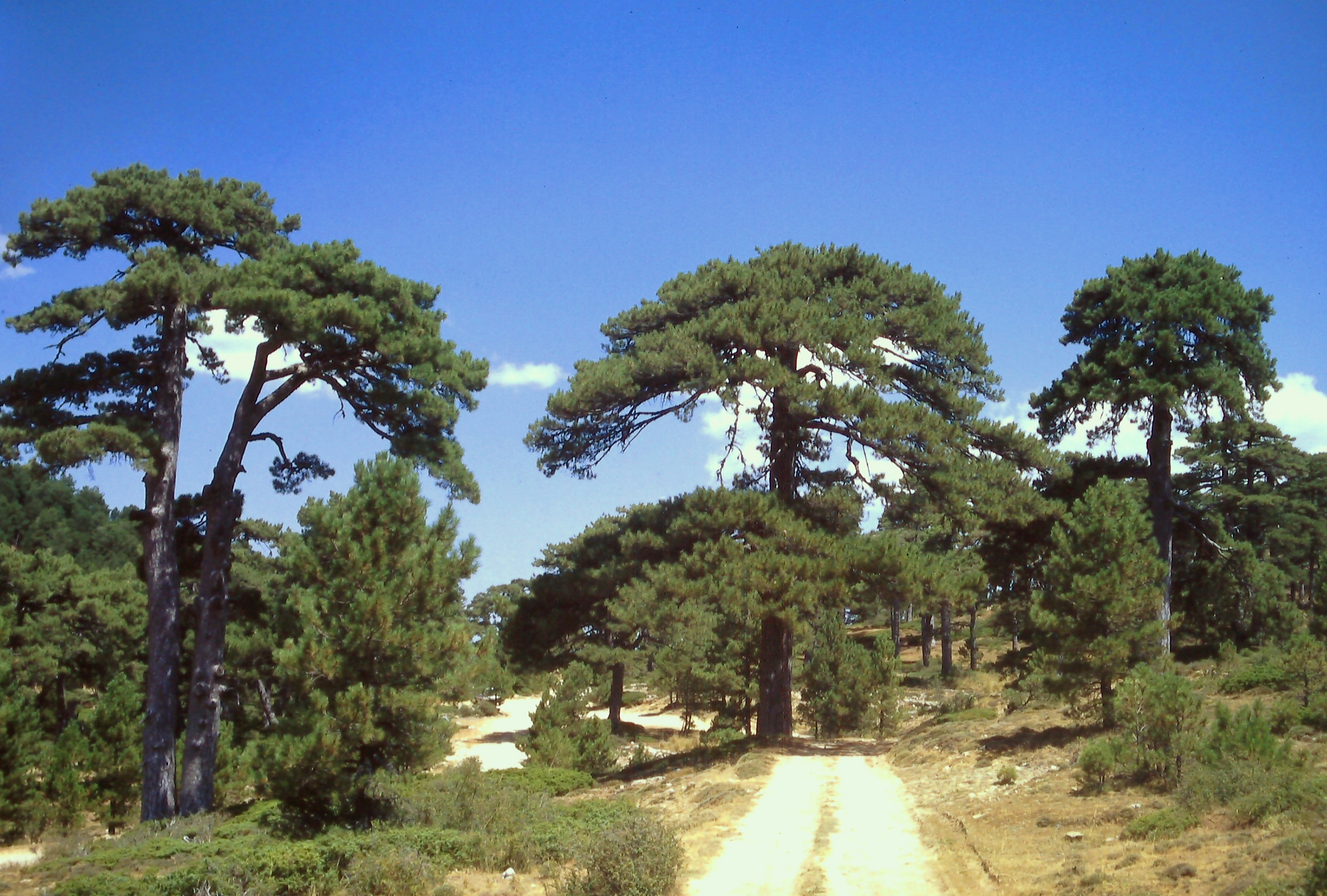
Pinos Salgareños
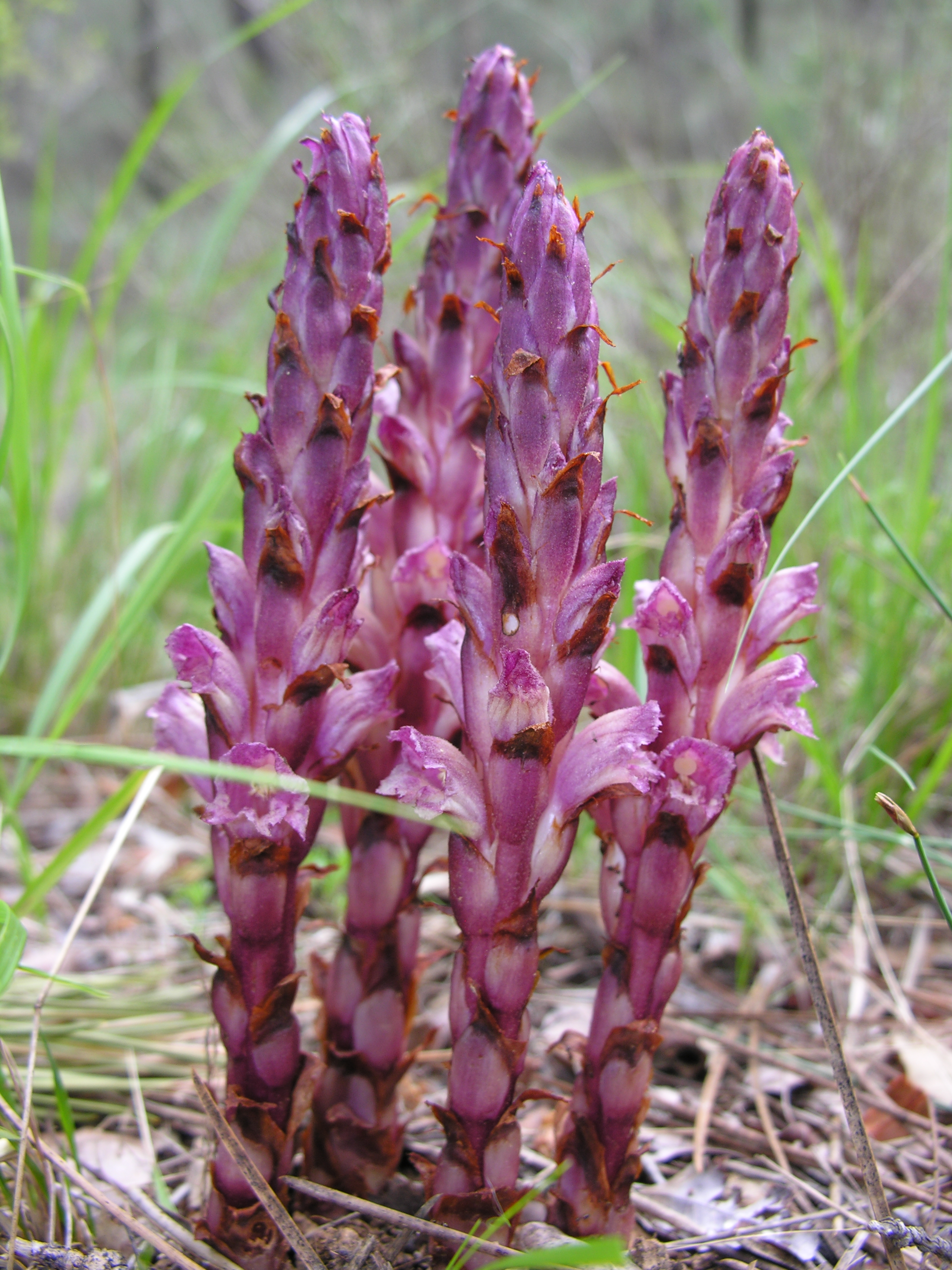
Orobanche Haenseleri
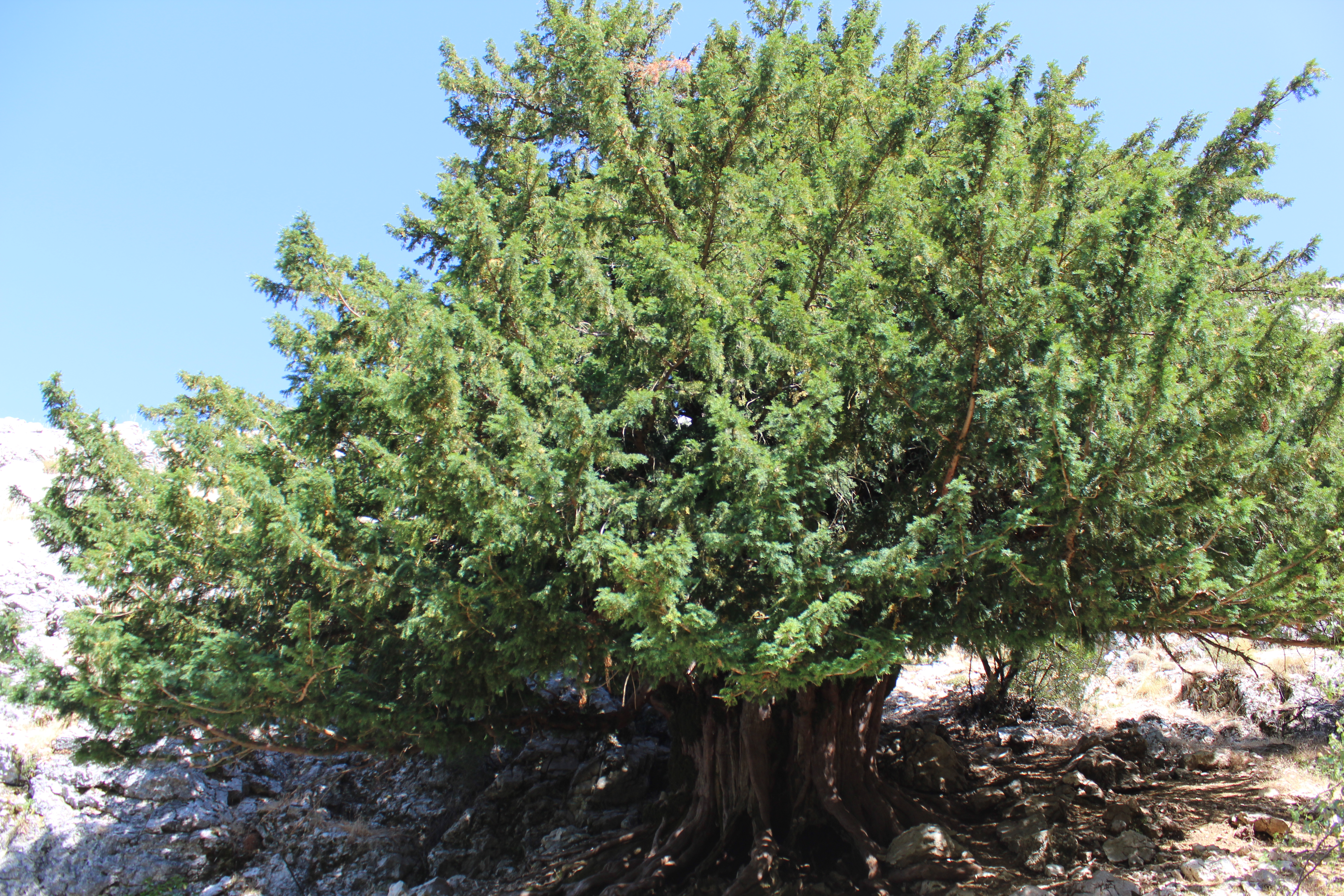
Ejemplar de tejo milenario en el sendero de los Tejos Milenarios

## Fauna

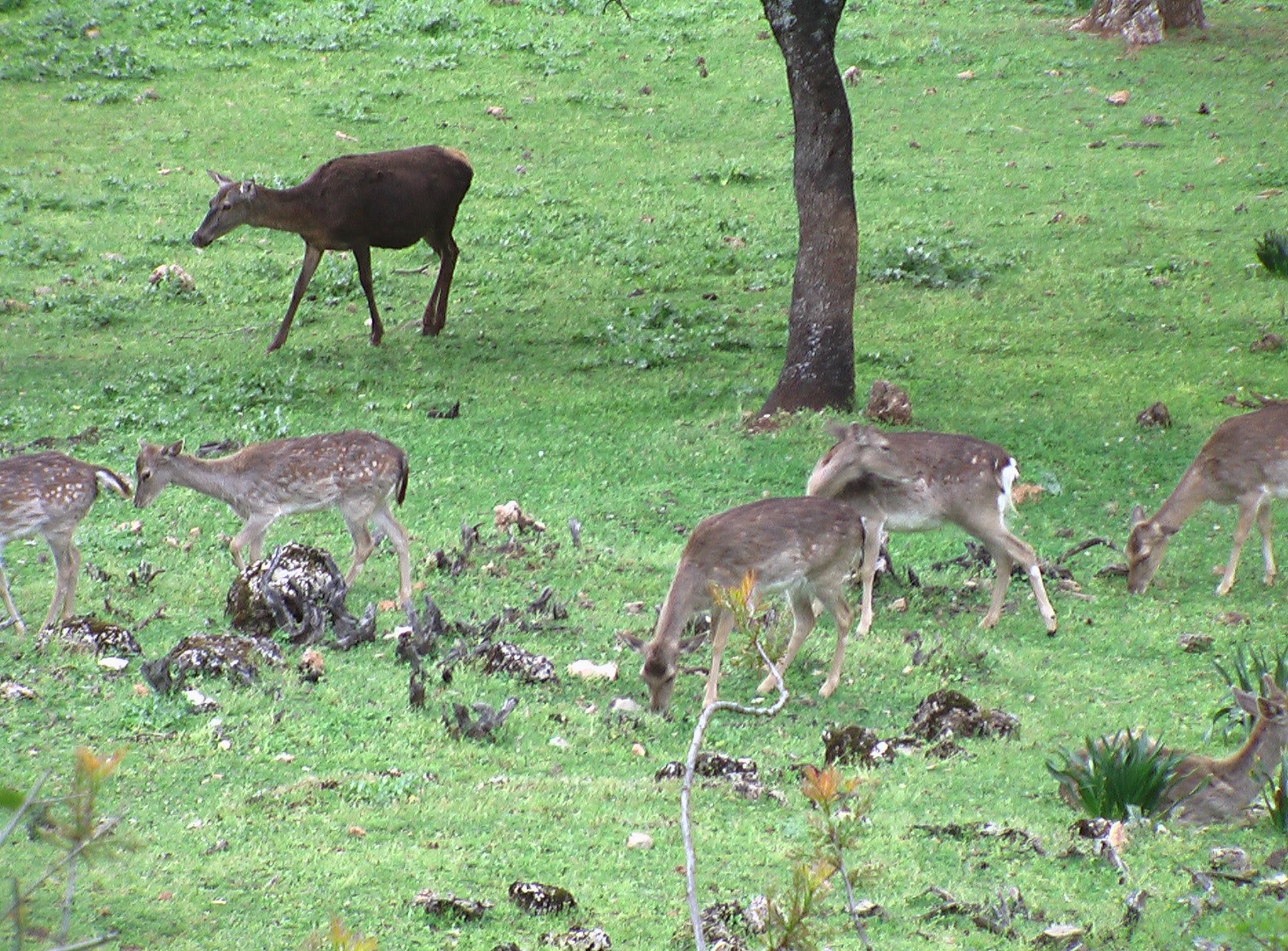
Ciervos en el parque cinegético

Su fauna es rica y variada, destacando la gran cabaña ciervos, cabras montesas Zorro y jabalíes, así como importantes poblaciones de muflón y gamo, estas dos últimas fueron introducidas con fines cinegéticos. La cabra montés ha sido uno de los animales emblemáticos del Parque, sin embargo su población se vio muy mermada a principios del siglo XX, por la caza. Con la creación del Coto Nacional de Caza fue creciendo su número hasta alcanzar los 11 000 ejemplares en 1988, desde entonces su población se ha visto muy reducida por motivo de una epidemia de sarna, que casi acabó con la totalidad de los ejemplares del Parque, cifrándose actualmente su población en 500 ejemplares.
Entre las aves destacan el buitre leonado y el águila real, así como el quebrantahuesos, Alimoche, en proceso de repoblación. Entre los reptiles destacan la lagartija de Valverde, Timon nevadensis y la víbora hocicuda. Se han extinguido, debido fundamentalmente a la caza y al uso de cebos envenenados, especies como el lobo, el oso, el corzo, el lince, o el buitre negro citadas en crónicas antiguas.

## Amenazas

### Incendios

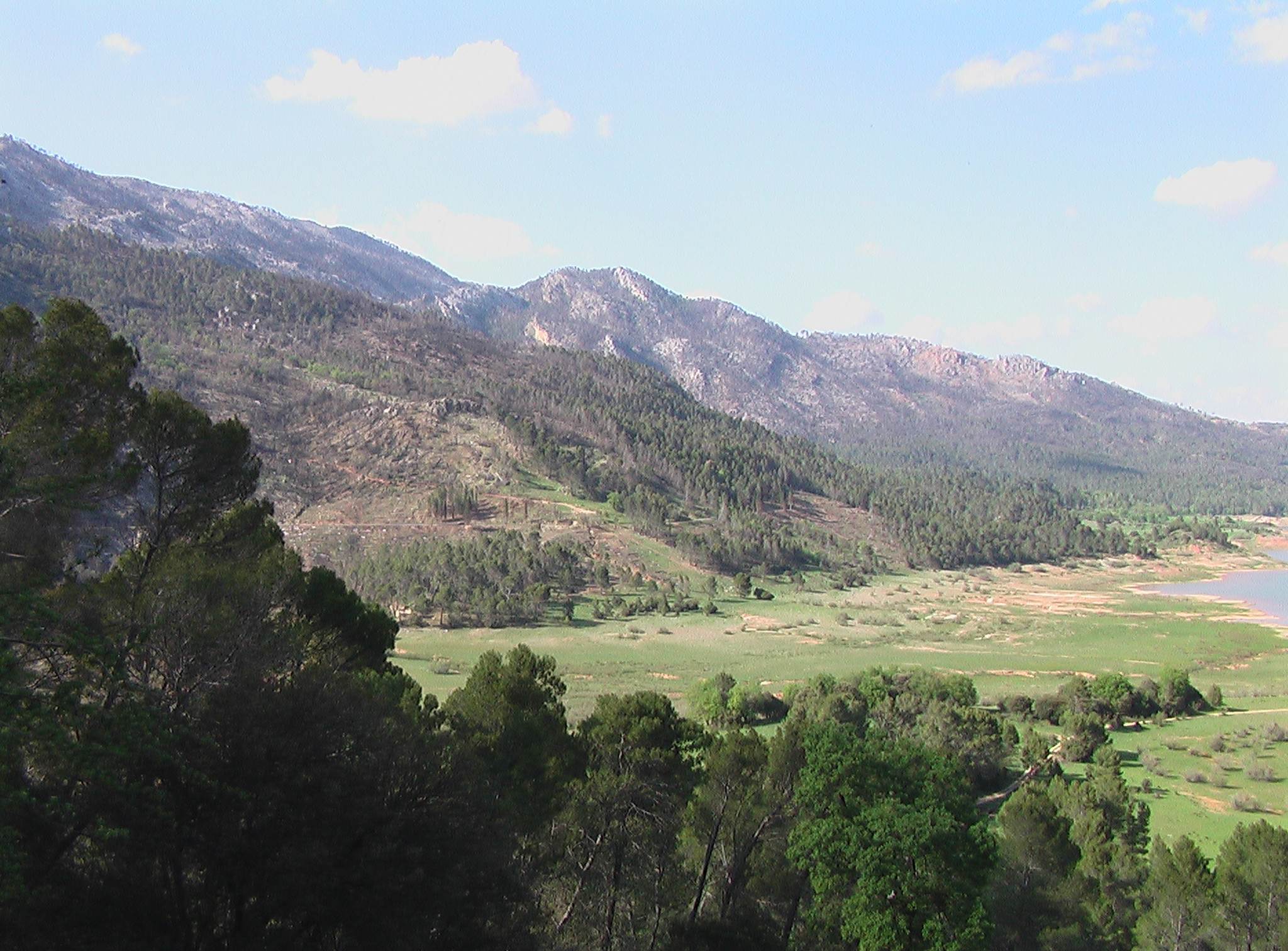
Vista parcial de una zona de monte devastada a causa del incendio del verano de 2005

La principal amenaza del parque, tanto para la flora como para la fauna son los incendios forestales que ya han tenido lugar, y cada vez con más frecuencia, con desastrosas consecuencias en algunas zonas del parque: 
- En la Vacarizuela a primeros de los noventa donde ardieron unas ochocientas hectáreas, o por la Torre del Vinagre donde en el 1986 ardieron unas 1000 hectáreas.
- En el verano de 2005, en la sierra de las Villas y ladera oeste del Tranco donde ardieron más de 5000 ha tras una tormenta eléctrica en plena ola de calor récord; en pleno corazón del parque, ha sido el más devastador y masivo desastre del parque en su historia.
- En 2001, en el Puerto de las Palomas ardieron unas 800 ha de forma intencionada. Se tuvieron que desalojar los núcleos de Burunchel y Arroyo Frío por la proximidad de las llamas. Actualmente se está llevando a cabo la repoblación de la zona.
- En julio de 2015, ardieron más de 10 000 ha en el entorno de Quesada, cerca del parque natural, debido también a una tormenta eléctrica durante el transcurso de una ola de calor.
- En junio de 2017 un incendio arrasó casi 700 ha en Segura de la sierra, las llamas llegaron hasta las faldas del Yelmo y se tardo 22 días en dar por extinguido el incendio.

Al ritmo de desarrollo de esta gravísima amenaza, sería vital para que el parque sobreviva un incremento proporcionalmente mayor del esfuerzo de los planes de prevención, vigilancia y extinción de incendios, respecto del aumento exponencial del riesgo de incendios que se observa año tras año.

### Sobreexplotación turística

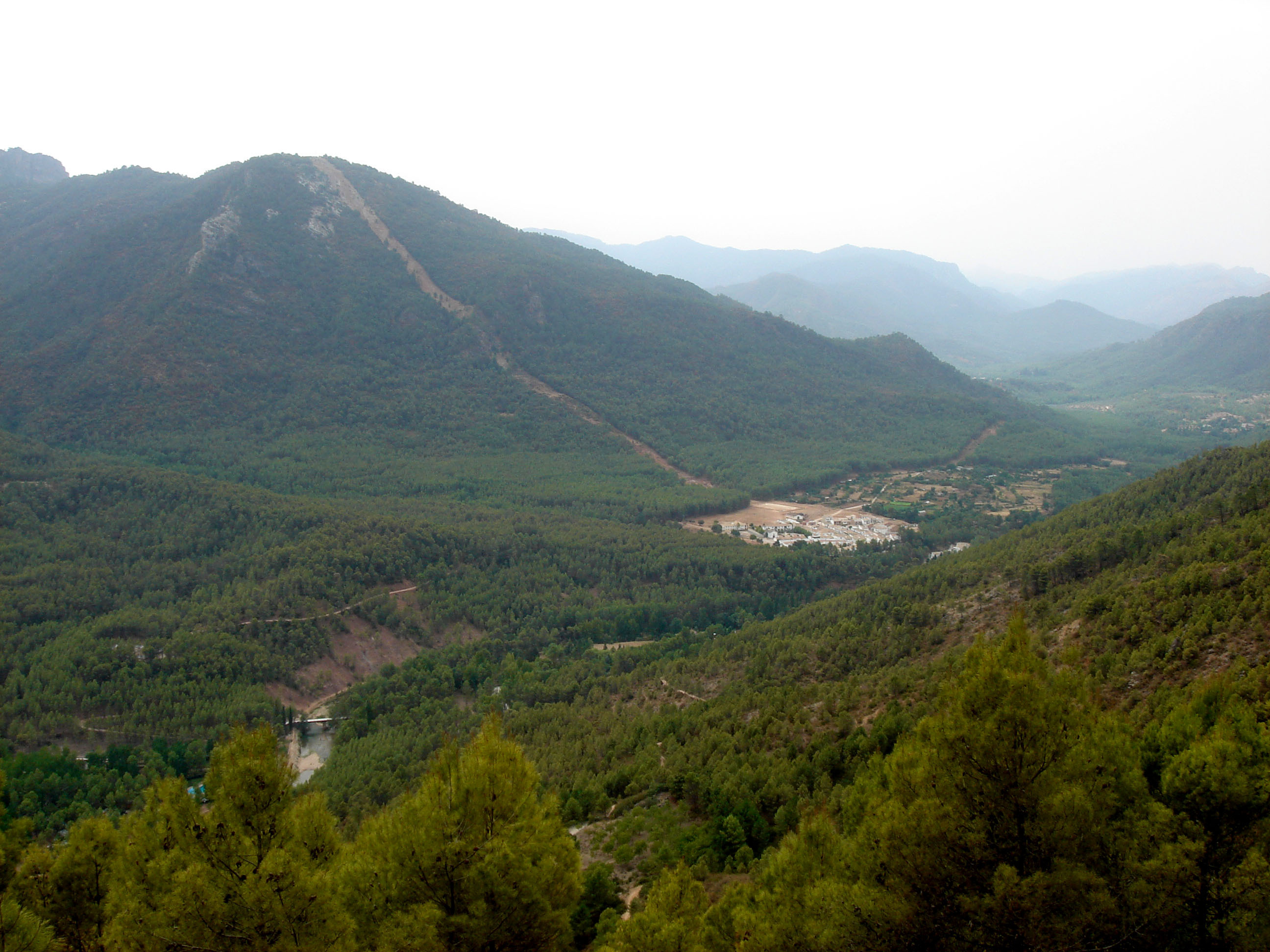
Coto Ríos desde la subida a la hoya de Miguel Barba

Otra amenaza a consecuencia de la sobreexplotación turística donde en puntos como Arroyo Frío, donde más ha crecido la oferta turística en los últimos años, no lo ha hecho así las infraestructuras y, por ejemplo la depuradora de Arroyo Frío pensada para unas 400 personas se ve saturada todos los fines de semana donde se supera en más de diez veces este número, causando el vertido de aguas fecales sin la suficiente depuración en el Guadalquivir con el consiguiente perjuicio para la fauna y flora.

### Epidemias
Las epidemias, como las de Sarna que diezmaron la población de cabra hispánica en la década de los noventa, o la del Cangrejo de río que a raíz de un hongo que se propagó con la introducción de cangrejo americano prácticamente ha extinguido al cangrejo común. Igualmente, la flora sufre epidemias que matan y enferman extensas zonas boscosas, como la procesionaria de las coníferas.

### Otros
Otros problemas menores pero también presentes son la caza furtiva, la reducción y fragmentación de hábitats, los atropellos en las carreteras del parque y la extracción de madera. El cambio climático, ya presente, ha supuesto una mayor irregularidad del nivel pluviómetro en Cazorla, afectando a la conservación de la flora autóctona y de todo el ecosistema por extensión.
Igualmente, la escasez de medios económicos ha llevado a permitir la caza controlada de animales, con el objetivo de pagar gastos del parque, medida que ha resultado polémica por dañar aún más el ecosistema.